# Gimnastika na Poletnih olimpijskih igrah 2008
Gimnastika na Poletnih olimpijskih igrah 2008. Tekmovanja so potekala v osmih disciplinah za moške in šestih za ženske v športni gimnastiki, dveh disciplinah za ženske v ritmični gimnastiki ter po eni disciplini za moške in ženske na prožni ponjavi med 9. in 24. julijem 2008 v Pekingu. 

## Športna gimnastika

### Dobitniki medalj
| Disciplina          | Zlato                                                                           | Srebro | Bron                                                                                                   |
| Mnogoboj ekipno     | Kitajska · Čen Jibing · Huang Pu · Li Šiaopeng · Ksiao Šin · Jang Vei · Zou Kai | Japonska · Takehiro Kašima · Takuja Nakase · Makoto Okiguči · Koki Sakamoto · Hirojuki Tomita · Kohei Učimura | ZDA · Alexander Artemev · Raj Bhavsar · Joseph Hagerty · Jonathan Horton · Justin Spring · Kai Wen Tan |
| Mnogoboj posamično  | Jang Vei (CHN)                                                                  | Kohei Učimura (JPN)                                                                                           | Benoît Caranobe (FRA)                                                                                  |
| Parter              | Zou Kai (CHN)                                                                   | Gervasio Deferr (ESP)                                                                                         | Anton Golocuckov (RUS)                                                                                 |
| Konj z ročaji       | Ksiao Šin (CHN)                                                                 | Filip Ude (CRO)                                                                                               | Louis Smith (GBR)                                                                                      |
| Krogi               | Čen Jibing (CHN)                                                                | Jang Vei (CHN)                                                                                                | Oleksandr Vorobjov (UKR)                                                                               |
| Preskok             | Leszek Blanik (POL)                                                             | Thomas Bouhail (FRA)                                                                                          | Anton Golocuckov (RUS)                                                                                 |
| Enovišinska bradlja | Li Šiaopeng (CHN)                                                               | Joo Von-Čul (KOR)                                                                                             | Anton Fokin (UZB)                                                                                      |
| Drog                | Zou Kai (CHN)                                                                   | Jonathan Horton (USA)                                                                                         | Fabian Hambüchen (GER)                                                                                 |

### Dobitnice medalj
| Disciplina          | Zlato                                                                                 | Srebro | Bron |
| Mnogoboj ekipno     | Kitajska · Čeng Fei · Deng Linlin · He Keđin · Džiang Jujuan · Li Šanšan · Jang Jilin | ZDA · Shawn Johnson · Nastia Liukin · Chellsie Memmel · Samantha Peszek · Alicia Sacramone · Bridget Sloan | Romunija · Andreea Acatrinei · Gabriela Drăgoi · Andreea Grigore · Sandra Izbaşa · Steliana Nistor · Anamaria Tămârjan |
| Mnogoboj posamično  | Nastia Liukin (USA)                                                                   | Shawn Johnson (USA)                                                                                        | Jang Jilin (CHN) |
| Preskok             | Hong Un Džong (PRK)                                                                   | Oksana Chusovitina (GER)                                                                                   | Čeng Fei (CHN) |
| Parter              | Sandra Izbaşa (ROU)                                                                   | Shawn Johnson (USA)                                                                                        | Nastia Liukin (USA) |
| Dvovišinska bradlja | He Kešin (CHN)                                                                        | Nastia Liukin (USA)                                                                                        | Jang jilin (CHN) |
| Gred                | Shawn Johnson (USA)                                                                   | Nastia Liukin (USA)                                                                                        | Čeng Fei (CHN) |

## Ritmična gimnastika

### Dobitnice medalj
| Disciplina         | Zlato | Srebro                                                                                | Bron |
| Mnogoboj ekipno    | Rusija · Margarita Alijčuk · Ana Gavrilenko · Tatjana Gorbunova · Jelena Posevina · Darja Škurihina · Natalija Zujeva | Kitajska · Cai Tongtong · Čou Tao · Lü Juanjang · Sui Džianšuang · Sun Dan · Žang Šuo | Belorusija · Olesja Babuškina · Anastasija Ivankova · Ksenija Sankovič · Zinaida Lunina · Glafira Martinovič · Alina Tumilovič |
| Mnogoboj posamično | Jevgenija Kanajeva (RUS)                                                                                              | Ina Žukova (BLR)                                                                      | Ana Besonova (UKR) |

## Prožna ponjava

### Dobitniki medalj
| Disciplina | Zlato            | Srebro              | Bron            |
| Posamično  | Lu Čunlong (CHN) | Jason Burnett (CAN) | Dong Dong (CHN) |

### Dobitnice medalj
| Disciplina | Zlato         | Srebro               | Bron                   |
| Posamično  | He Vena (CHN) | Karen Cockburn (CAN) | Jekaterina Hilko (UZB) |

## Medalje po državah
| Poz | Država              | Zlato | Srebro | Bron | Skupaj |
| 1   | Kitajska            | 11    | 2      | 5    | 18     |
| 2   | ZDA                 | 2     | 6      | 2    | 10     |
| 3   | Rusija              | 2     | 0      | 2    | 4      |
| 4   | Romunija            | 1     | 0      | 1    | 2      |
| 5   | Severna Koreja      | 1     | 0      | 0    | 1      |
| 5   | Poljska             | 1     | 0      | 0    | 1      |
| 7   | Kanada              | 0     | 2      | 0    | 2      |
| 7   | Japonska            | 0     | 2      | 0    | 2      |
| 9   | Belorusija          | 0     | 1      | 1    | 2      |
| 9   | Francija            | 0     | 1      | 1    | 2      |
| 9   | Nemčija             | 0     | 1      | 1    | 2      |
| 12  | Hrvaška             | 0     | 1      | 0    | 1      |
| 12  | Južna Koreja        | 0     | 1      | 0    | 1      |
| 12  | Španija             | 0     | 1      | 0    | 1      |
| 15  | Ukrajina            | 0     | 0      | 2    | 2      |
| 15  | Uzbekistan          | 0     | 0      | 2    | 2      |
| 17  | Združeno kraljestvo | 0     | 0      | 1    | 1      |